# Izaak Troostwijk

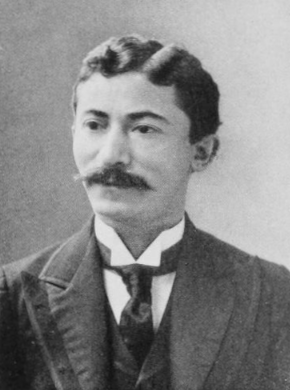

Izaak Troostwijk (Zwolle, 3 juli 1862 – New Haven (Connecticut), 30 juni 1923) was een Nederlands/Amerikaans violist. De Verenigde Staten kent hem als Isidore Troostwyk.
Hij was zoon van goudsmid en juwelier Aaron Abraham Troostwijk en Rachelje Mozes Turksma. Hijzelf trouwde zelf in 1887 met de Ernestine Dessauer,  Zijn trouwakte vermeldt muziekmeester. Zoon Leopold werd cellist, zoon Arthur was violist en componist, dochter Hendrika (nog in Amsterdam geboren) speelde viool. Hij overleed volgens The New York Times van 1 juli 1923 in het universiteitsziekenhuis  Hospital of Saint Raphael, New Heaven.
Hij kreeg al vanaf zijn tiende muzieklessen in Zwolle van André van Riemsdijk, ook bezocht hij de HBS. Hij stond al op zestienjarige leeftijd op het podium van het Maatschappij tot Nut van 't Algemeen in Zwolle. Hij maakte daarbij zoveel indruk dat er een commissie werd opgericht om hem financieel te ondersteunen bij een verder studie. Dat werd een opleiding door Joseph Joachim te Berlijn. Hij rondde die in 1881 af met een getuigschrift van zijn leermeester. 
Hij werd violist in het orkest van het kuuroord Bad Kissingen en concertmeester bij het stadstheater van Würzberg. In 1883 was hij terug in Nederland; hij werd in 1883 concertmeester bij de "Amsterdamsche Concert Vereeniging" (1883-1888), daarna opgaand in het Concertgebouworkest van Willem Kes (1888-1890). Hij gaf ook les aan het Conservatorium van Amsterdam. Met genoemd orkest soleerde hij vijf keer in 1889 onder leiding van Frans Wedemeijer.
Hij vertrok naar de Verenigde Staten waar hij vioolles zou geven aan de Yale School of Music in New Haven en de Hartford School of Music. Hij werd concertmeester van het "New Haven Symphony Orchestra" (onder dirigent Horatio Parker) als ook het "New Haven String Orchestra". Hij was directeur van de Dessauer-Troostwyk School of Music.

## Erna Dessauer
Erna Dessauer (Heidingsfeld, 27 januari 1862- New Haven, 11 mei 1948) was een pianiste. Ze was leerling van Karl Pohlig, die zelf les had gekregen van Franz Liszt. Zij gaf onder andere pianoles aan de Yale-universiteit, alwaar een van haar composities nog een prijs won. Ze schreef onder meer het lied Maiden with thy lips so rosy, een lied op tekst van Heinrich Heine. Zij was zuster van Max Dessauer, die mededirecteur was van het Dessauer-Troostwijk, maar ook van de New Haven Municipal Band.
- Library of Congress Control Number: n94028523
- Virtual International Authority File: 36141913
- WorldCat: E39PCjwytQ9jCWfcpCwQBjHW8P